# Nick E. Tarabay
Nick Emad Tarabay, né Emad Tarabai le 28 août 1975 à Beyrouth, est un acteur américano-libanais.
Tarabay est surtout connu pour avoir interprété le rôle d'Ashur dans la série Spartacus.

## Filmographie partielle
- 2000 : Sex and the City (série télévisée) : un danceur (1 épisode)
- 2001 - 2004 : Les Soprano (série télévisée) : Matush (3 épisodes)
- 2008 - 2009 : Crash (série télévisée) : Axel Finet (13 épisodes)
- 2009 :  NCIS : Enquêtes spéciales  : Haziq Khaleel (1 épisode)
- 2010 - 2012 : Spartacus (série télévisée) : Ashur (27 épisodes)
- 2013 : Star Trek Into Darkness de J.J. Abrams : Klingon
- 2014 : Believe (série télévisée) : Niko Zepada (5 épisodes)
- 2014 - 2017 : Arrow (série télévisée) : George 
« Digger » Harkness / Captain Boomerang (3 épisodes)
- 2014 : Person of Interest :  Devon Grice (3 épisodes)
- 2016 : Castle (série télévisée) : Vasily Zhirov (1 épisode)
- 2017 - 2018 : The Expanse (série télévisée) : Cotyar Ghazi (15 épisodes)
- 2018 : Pacific Rim Uprising de Steven S. DeKnight : Sonny
- 2020 : Motherland: Fort Salem : Père Sorcier
- 2021 : MacGyver : Tibor Babin (1 épisode)
- 2022 : Stargirl : Eclipso (saisons 1 et 2 : 13 épisodes)
- Prochainement : Spartacus : House of Ashur : Ashur